# Les brigands

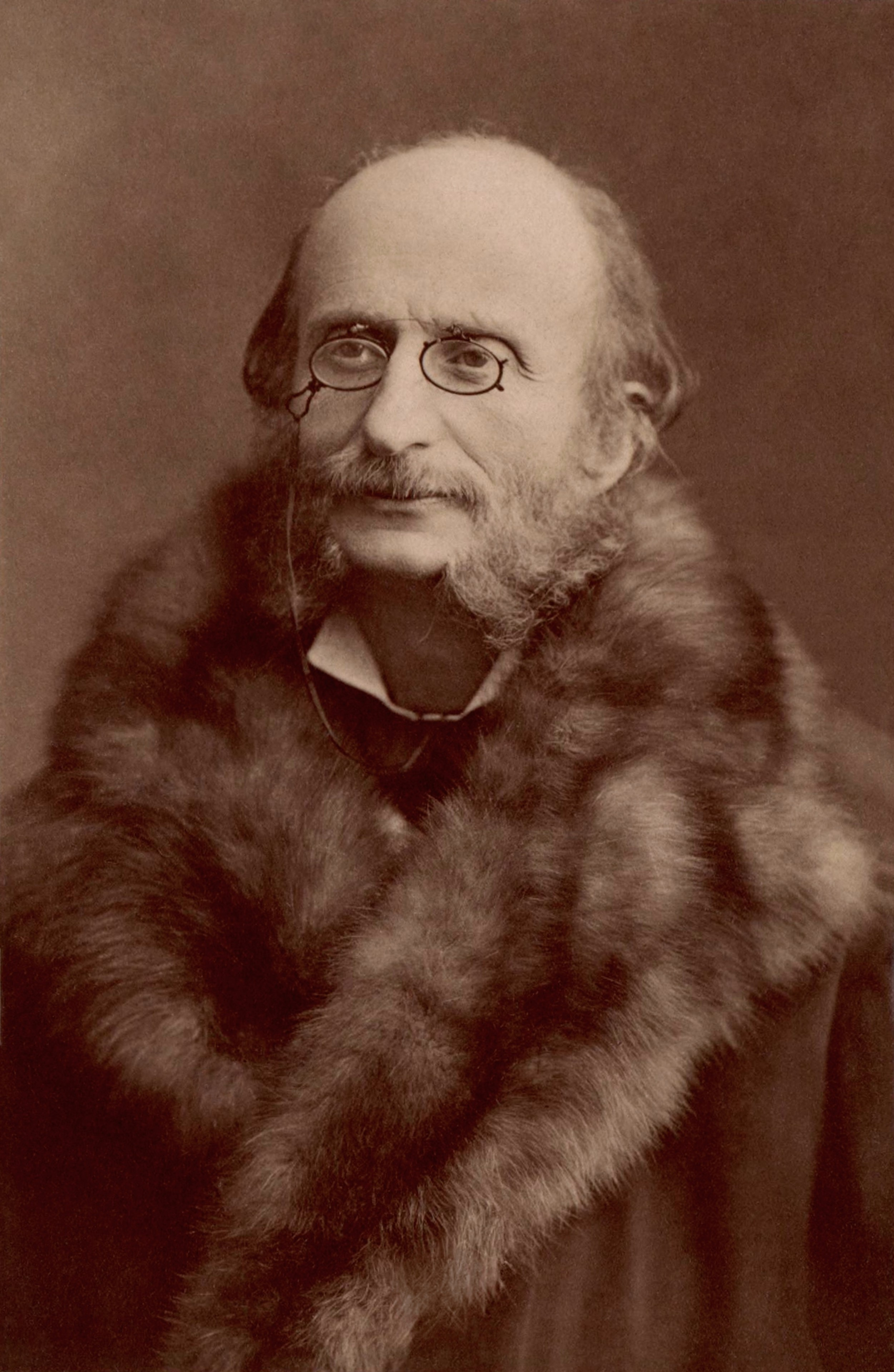
Jacques Offenbach di Nadar, c. 1860

Les brigands (I banditi) è un'opera buffa, o operetta, di Jacques Offenbach su libretto francese di Henri Meilhac e Ludovic Halévy. Il libretto di Meilhac e Halévy è una satira sia del dramma serio (l'opera teatrale di Schiller I masnadieri) che l'opéra comique (Fra Diavolo e Les diamants de la Couronne di Auber).

## Storia
La trama è allegramente amorale nella sua presentazione del furto come un principio fondamentale della società piuttosto che come un'aberrazione. Come osserva Falsacappa, il capo brigante: "Ognuno ruba secondo la sua posizione nella società". Il pezzo debuttò a Parigi nel 1869 e ricevette periodiche riprese in Francia e altrove, sia in francese che tradotto.
Les brigands ha una trama più consistente rispetto a molte operette di Offenbach e integra le canzoni in modo più completo nella storia. Le forze dell'ordine sono rappresentate dai maldestri carabinieri, i cui abiti esagerati deliziarono il pubblico parigino durante la prima. Oltre ai poliziotti, i finanzieri ricevono un trattamento satirico. La satira fa da contrappunto a vivaci rombi musicali e all'uso frequente di ritmi italiani e spagnoli; "Soyez pitoyables" (Siate pietosi) è un vero canone e ogni finale dell'atto è un insieme ben sviluppato. Un articolo del New York Times del 1983 teorizzava che la musica del pezzo avesse influenzato Bizet nello scrivere Carmen e osservava che i librettisti di questo lavoro avevano fornito il libretto di Bizet, ma i riferimenti standard di Offenbach non menzionano tale influenza.

## Storia delle esecuzioni
Les brigands fu rappresentato per la prima volta al Théâtre des Variétés di Parigi il 10 dicembre 1869; questa versione era in tre atti. Una versione in quattro atti fu successivamente preparata per una produzione al Théâtre de la Gaîté, inaugurata il 25 dicembre 1878. Il pezzo ottenne un grande successo alla fine del Secondo Impero Francese. Solo lo scoppio della Guerra franco-prussiana nei mesi successivi smorzò l'entusiasmo del pubblico. L'opera divenne presto popolare in tutta Europa e oltre: fu prodotta a Vienna, Anversa, Praga, Stoccolma, Berlino, Madrid e Budapest nel 1870 e a New York City alla Pike's Opera House nel 1870–71.
Le riprese parigine hanno compreso il 1885 con Léonce e Dupuis del cast originale, il 1900 con Marguerite Ugalde, Mathilde Auguez e Dupuis e lo stesso anno con Tariol-Baugé, al Gaîté-Lyrique nel 1921 con Andrée Alvar, Raymonde Vécart e Jean Périer e all'Opéra-Comique nel 1931 con Marcelle Denya, Emma Luart, Dranem e Louis Musy.
Riprese più recenti sono state prodotte alla Deutsche Oper Berlin nel 1978 con la regia di Peter Ustinov, all'Opéra de Lyon nel 1988 (poi registrata dalla EMI), nel 1992 alla De Nationale Opera e nel 1993 all'Opéra Bastille (prodotta da Jérôme Deschamps e Macha Makeïeff ) e poi all'Opéra-Comique nel 2011.

## Versioni inglesi

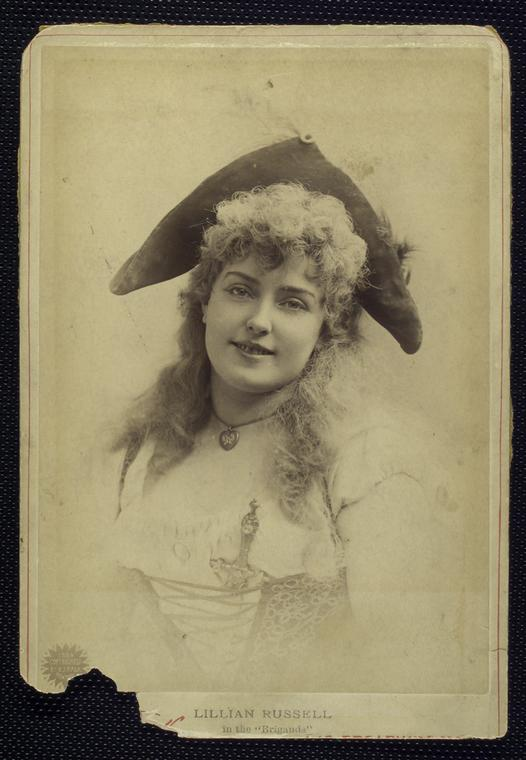
Lillian Russell as Fiorella

Il pezzo è stato tradotto in tre atti come The Brigands dal drammaturgo inglese W.S. Gilbert e pubblicato da Boosey nel 1871, ma non è fu eseguito fino al 9 maggio 1889 al Casino Theatre di New York, con Edwin Stevens nei panni di Falsacappa (il capo dei briganti), Lillian Russell come Fiorella, Fred Solomon come Pietro (il luogotenente dei briganti), Henry Hallam come il Duca e Fanny Rice come Fragoletto, con una tournée americana da allora in poi. La sua prima britannica fu il 2 settembre 1889 al Theatre Royal di Plymouth, presto trasferita all'Avenue Theatre di Londra, a partire dal 16 settembre 1889, per circa 16 serate fino al 12 ottobre. Andò poi in tournée, con Hallam Mostyn nei panni di Falsacappa, H. Lingard nei panni di Pietro, Frank Wensley nei panni di Fragoletto, Agnes Dellaporte nei panni di Fiorella, Marie Luella nei panni della principessa di Granada e Geraldine St. Maur nei panni di Fiametta.
Gilbert era scontento del proprio lavoro, che aveva creato semplicemente per garantire il copyright britannico tentò di impedirne l'esecuzione a Londra, senza successo. Si oppose anche alle nuove canzoni inserite nel pezzo ma scritte da un altro paroliere. I versi maliziosi di Gilbert piacquero al pubblico dell'operetta, che fu felice di accettare una banda di pirati rudi e burberi che parlava un inglese impeccabile da salotto mentre descriveva azioni vili a suon di gavotte e rompicapi musicali in tre quarti di tempo. Molti dei personaggi e delle situazioni del pezzo furono ripresi in seguito in The Pirates of Penzance e The Gondoliers di Gilbert e Sullivan.
Una precedente versione inglese di H.S. Leigh fu presentata al Globe Theatre di Londra con il nome di Falsacappa, a partire dal 13 settembre 1875. Camille Dubois interpretava Fragoletto, Julia Vokins era la principessa di Granada e Nelly Bromley era il principe di Popoli. Questa versione era stata anche rappresentata nel 1871 a Londra.

## Ruoli
| Ruolo | Registro vocale | Premiere cast, 10 December 1869 Conductor: Jacques Offenbach |
| --- | --------------- | ------------------------------------------------------------ |
| Adolphe de Valladolid | tenore          | Henri Venderjench 'Cooper'                                   |
| Antonio, tesoriere del Duca | tenore          | Léonce                                                       |
| Barbavano | basso           | Daniel Bac                                                   |
| Barone di Campo-Tasso | tenore          | Charles Blondelet                                            |
| Carmagnola | tenore          | Gobin                                                        |
| Conte di Gloria-Cassis | tenore          | Gourdon                                                      |
| Domino | tenore          | Bordier                                                      |
| Duca di Mantoue | baritono        | Constant Lanjallais                                          |
| Falsacappa, il capo dei briganti | tenore          | José Dupuis                                                  |
| Fiorella, sua figlia | soprano         | Marie Aimée                                                  |
| Fragoletto, un contadino | mezzosoprano    | Zulma Bouffar                                                |
| La Duchessa | soprano         | A Régnault                                                   |
| Pipa, moglie di Pipo | soprano         | Léonie                                                       |
| Pipetta, figlia di Pipo | soprano         | Fanny Génat                                                  |
| Pipo, un proprietario | tenore          | Boulange                                                     |
| Piétro, il tenente brigante | tenore          | Jean-Laurent Kopp                                            |
| La Principessa di Granata | soprano         | Lucciani                                                     |
| Zerlina | soprano         | Julia H.                                                     |
| Bianca | soprano         | Oppenheim                                                    |
| Fiametta | soprano         | Bessy                                                        |
| Ciccinella | soprano         | Douard                                                       |
| Marchesa | soprano         | Gravier                                                      |
| Capo dei carabinieri | baritone        | Baron                                                        |
| Insegnante | basso           | Videix                                                       |
| Coro: Briganti, Carabinieri, Contadini, Cuochi, Paggi della corte mantovana Signori e Dame della corte di Grenada, Paggi della Principessa, Signori e Dame della corte di Mantova. |                 |                                                              |

## Trama

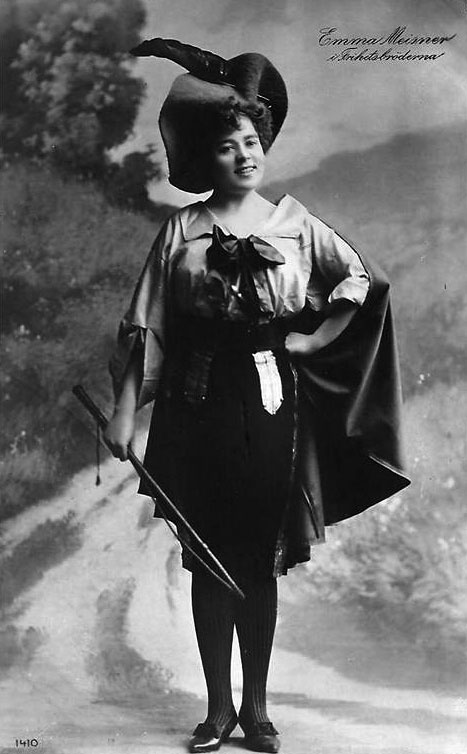
Emma Meissner as Fragoletto at the Oscarsteatern in 1906

### Atto 1
Un luogo selvaggio e roccioso
I briganti si radunano all'alba, ma alcuni di loro si lamentano con Falsacappa di non poter vivere adeguatamente delle ricompense del loro lavoro. Lui promette un'impresa imminente e redditizia. È stato annunciato il matrimonio della Principessa di Granata con il Duca di Mantova e la banda sarà presente.
Sua figlia Fiorella si è innamorata del giovane contadino Fragoletto, la cui fattoria la banda ha recentemente saccheggiato e lei comincia a dubitare della loro vocazione. Mostra a Piétro, il secondo in comando, un piccolo ritratto che ha fatto di se stessa. Fragoletto viene introdotto da alcuni dei briganti, non controvoglia, poiché chiede la mano di Fiorella e si unisce alla banda. Falsacappa acconsente a condizione che Fragoletto dia prova di sé.

Fiorella rimane con Piétro ed entra un estraneo bellissimo. Lui, affascinato da lei, ha perso la strada. Quando Piétro va a cercare aiuto, lei decide di avvertirlo, (lui è il Duca di Mantova) di fuggire. Fragoletto arriva con un messaggio intercettato sull'unione del duca e della Principessa di Granata, promettendo agli spagnoli una grande dote invece del debito loro dovuto. Falsacappa libera il messaggero, sostituendo il ritratto della principessa nella valigetta con quello della figlia. Fragoletto si è guadagnato il posto nella banda; mentre la banda festeggia il loro nuovo membro sentono il rumore degli stivali dei carabinieri che si avvicinano, ma passano senza accorgersi della banda, ed i briganti riprendono il festeggiamento dei loro piani.

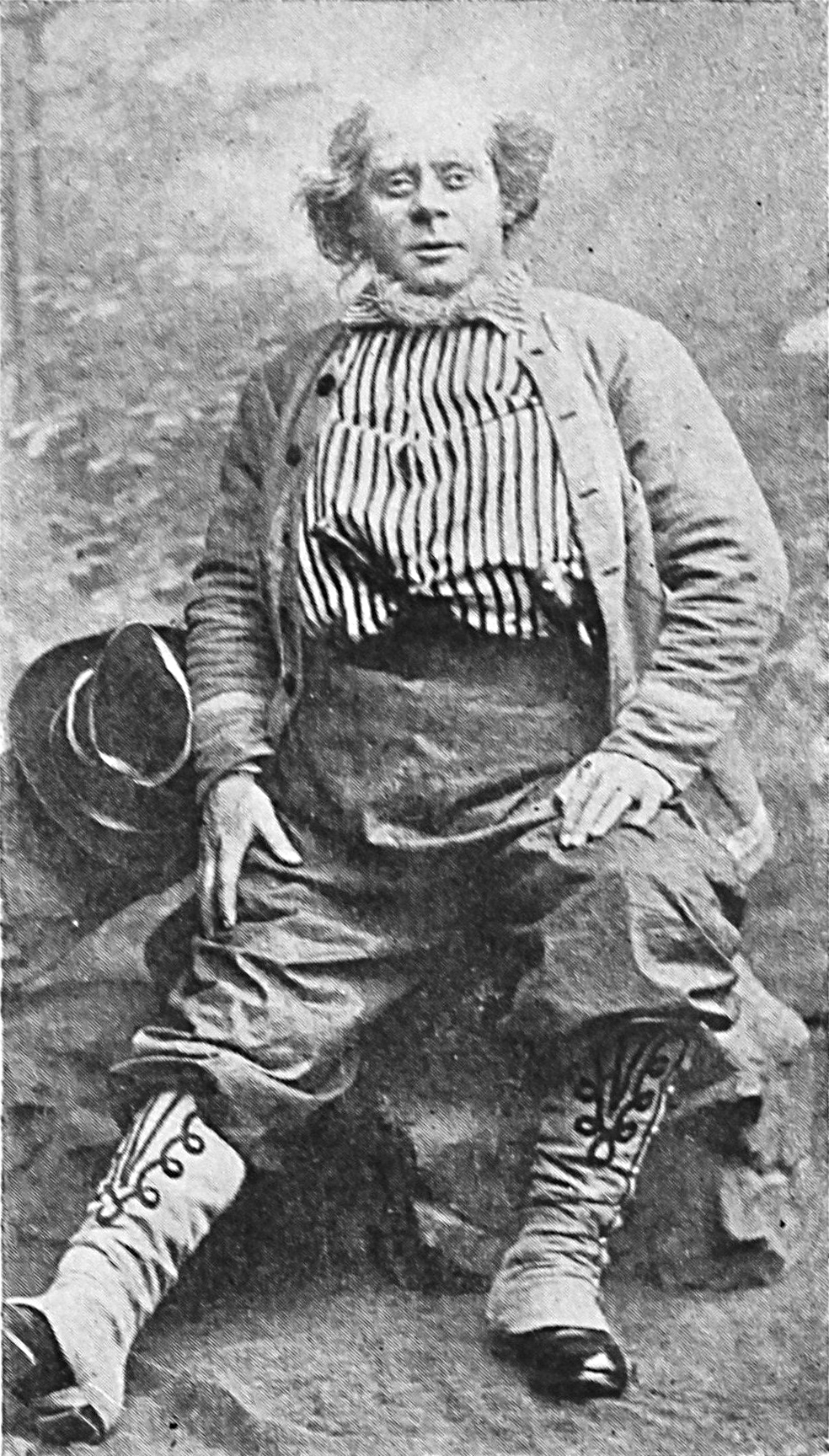
Jean Sandberg as Piétro

### Atto 2
Una locanda di frontiera
La delegazione mantovana si dirige verso l'osteria di Pipo al confine tra Italia e Spagna sulla strada da Granata a Mantova. Fingendosi mendicanti, i banditi arrivano alla locanda; travolgono rapidamente il personale dell'hotel inorridito di essere vittime della famigerata Falsacappa.
La banda ha in programma di travestirsi da cuochi e camerieri; poi, quando arriveranno i mantovani, li cattureranno a turno e si travestiranno di nuovo da mantovani, così che quando arriveranno i granadani li sorprenderanno, indosseranno i loro vestiti e si affretteranno alla corte mantovana per presentare Fiorella come la principessa la cui compagna (Pietro travestito) vale tre milioni. Fiorella reclama la sua ricompensa: la mano di Fragoletto e inizia il travestimento.
Quando arriva il gruppo mantovano, guidato dal barone de Campotasso e accompagnato dai carabinieri, cade nella trappola, ma i briganti hanno poco tempo per cambiarsi d'abito prima che la delegazione granadana raggiunga l'osteria. Dopo un ballo spagnolo, i granadani vengono accolti da Falsacappa come capitano dei carabinieri e da Piétro come barone de Campotasso. Gloria-Cassis chiede del pagamento di tre milioni ma poi entrano Fragoletto e Fiorella (come l'oste e il suo amante). I granadani si confondono quando viene loro detto di andare a letto (alle due del pomeriggio) ma fanno come viene loro detto. Una volta tolti i vestiti, i briganti li cercano per il prossimo travestimento. Tuttavia l'oste sfugge ai suoi legami e chiede aiuto, ma i briganti prevalgono sui carabinieri che, rinchiusi nelle cantine, si sono serviti del vino. I briganti si dirigono verso Mantova.

### Atto 3
Un grande salone alla corte di Mantova
Il Duca sta approfittando delle sue ultime ore prima del matrimonio dicendo addio alle sue amanti. Il ritratto che ha ricevuto della sua sposa gli ricorda la contadina che lo assisteva in montagna (e che da allora è sempre alla ricerca). Il Duca è anche desideroso di saldare il suo debito di tre milioni di poco sapendo che il suo tesoriere Antonio ha speso i soldi ducali per le sue donne.
Quando arriva la falsa delegazione granadana guidata da Falsacappa, il Duca è lieto di rivedere Fiorella, che lo riconosce come lo straniero sperduto tra le montagne. Fiorella, interpretando la principessa di Granata, presenta Fragoletto come suo paggio.
Quando Falsacappa chiede i soldi emerge che il tesoriere ha sperperato la dote. Falsacappa è furioso, ma proprio in quel momento arrivano i mantovani, subito seguiti dai granadani abbandonati all'osteria, insieme ai carabinieri. La vera principessa si presenta. I briganti ammettono chi sono ma quando Fiorella entra nel suo costume dal primo atto e ricorda al duca che lo ha salvato dai briganti, lui accetta un'amnistia e giurano di condurre una bella vita da quel momento in poi.

## Numeri musicali
Atto 1
- N.1 A – Chœur des brigands: 'Le cor dans la montagne'
- N.1 B – Couplets des jeunes filles: 'Déjà depuis une grande heure'
- N.1 C – Couplets de Falsacappa: 'Qui est celui qui par les plaines'
- N.1 D – Strette
- N.1 Bis – Melodrame;
- N.2 – Couplets de Fiorella: 'Au chapeau je porte une aigrette'
- N.3 – Morceau d'ensemble: 'Nous avons pris ce petit homme'
- N.4 – Couplets de Fragoletto: 'Quand tu me fis l’insigne honneur...'
- N.4 Bis – Choir de sortie: 'Nous avons pris ce petit homme'
- N.5 – Rondo: 'Après avoir pris à droite'
- N.6 – Saltarelle: 'Ce petit est un vrai luron'
- N.7 – Finale A – Choir la réception: 'Pour cette ceremonie'/B – 'Jure d'avoir du courage... Vole, vole, pille, vole'/C – Orgie: 'Flamme claire'/D – Choir des carabiniers: 'Nous sommes les carbiniers'/E – Strette: 'Flamme claire'

Atto 2
- Entracte
- N.9 – Choir: 'Les fourneaux sont allumés' (Fiorella, Fragoletto)
- N.10 – Canon: 'Soyez pitoyables'
- N.11 – Duetto du Notaire: 'Hé! Là! Hé! Là!'
- N.12 – Trio des marmitons: 'Arrête-toi Donc, Je t'en prie' (Fragoletto, Falsacappa, Pietro)
- N.13 – Choir et melodrame: 'A nous, holà! les marmitons'
- N.14 – Choir et couplets de l'ambassade: 'Dissimulons, dissimulons... Nous avons ce matin tous deux' (Campo Tasso, le capitaine)
- N.15 – Choir, melodrame et scene, couplets: 'Entrez-là!... Grenade, Infante des Espagnes...Jadis vous n'aviez qu'une patrie'
- N.16 – Couplets de Fiorella: 'Je n’en sais rien, Madame'
- N.17 – Finale: Choir, Ensemble, Scene: 'Entrez-là!... Tous sans trompettes ni tambour... Quels sont ces cris?...'

Atto 3
- N.18 – Entracte
- N.19 – Chœur de fête et couplets du prince: 'L'aurore paraît... Jadis régnait un prince'
- N.20 – Couplets du caissier: 'O mes amours, O mes maîtresses'
- N.21 – Morceau d’ensemble: Voici venir la princesse et son page'
- N.22 – Finale: 'Coquin, brigand, traître, bandit!'

## Incisioni
Questo lavoro è stato registrato più volte:
- John Eliot Gardiner ha registrato la versione in tre atti con coro e orchestra dell'Opéra national de Lyon per EMI nel 1988 (CD 7 49830 2).
- La versione inglese di Gilbert è stata registrata dalla Ohio Light Opera nel 2004, Albany Records, ASIN: B00022FWVS.[19]
- Esiste una versione tedesca di Ernst Dohm, Die Banditen, che è stata registrata e pubblicata nel 2002 per l'etichetta Capriccio, Catalogo: 60090. Direttore, Pinchas Steinberg.